# Beni
Beni (španělsky Río Beni) je řeka v Bolívii, levá zdrojnice Madeiry. Je 1500 km dlouhá. Povodí má rozlohu 850 000 km².

## Průběh toku
Pramení ve výběžku And jihovýchodně od města La Paz. Na horním toku se koryto vyznačuje peřejemi a stržemi. Na dolním toku protéká množstvím meandrů. Z levé strany přibírá u města Riberalta vody Madre de Dios. Soutokem s řekou Mamoré vytváří Madeiru, která je největším pravým přítokem Amazonky.

## Vodní režim
Vyšší vodní stavy jsou od prosince do května.

## Využití
Lodní doprava je možná od města Rurrenabaque k vodopádům Esperanza 29 km od ústí.